# Express Samina
La Express Samina (in greco: Εξπρές Σαμίνα) era una nave traghetto passeggeri ro-ro che affondò al largo dell'isola greca di Paro, nel mar Egeo, il 26 settembre 2000. I morti in seguito al naufragio furono 80, a fronte di un totale di 473 passeggeri e 61 membri dell'equipaggio a bordo. 

## Servizio
La nave fu costruita nel 1966 presso gli Chantiers de l'Atlantique di Saint-Nazaire, venendo consegnata l'11 giugno alla Compagnie Générale Transatlantique. Con il nome di Corse prestò servizio per varie compagnie statali francesi, passando alla Compagnie Générale Transméditerranéenne nel 1969 e, nel 1976, alla Société nationale maritime Corse-Méditerranée (SNCM). Nell'ottobre 1980 fu posta in disarmo a Marsiglia, venendo acquistata dalla greca Stability Ferries l'anno seguente. 

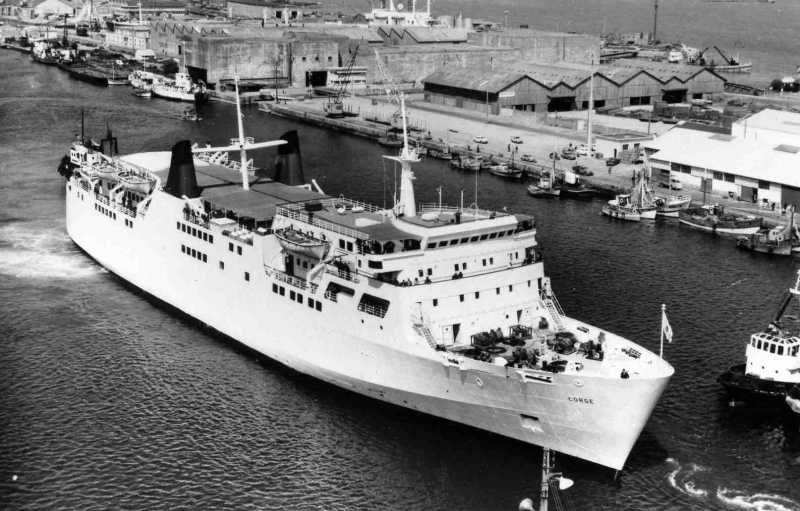
Il varo del Corse a Saint-Nazaire nel 1966.

La nave fu rinominata Golden Vergina, entrando in servizio nel 1982 sulla rotta Brindisi - Pireo - Haifa. Sei anni dopo la Golden Vergina fu venduta alla Agapitos Bros, venendo impiegata nei collegamenti interni all'Egeo ed in particolare sulla linea Pireo - Paro - Icaria - Samo. Nel 1992 la compagnia mutò nome in Agapitos Lines, ma la nave continuò a essere impiegata sulla stessa rotta.
Nel novembre 1999 la nave fu venduta per 2.250.000 $ alla Minoan Flying Dolphins, compagnia fondata quello stesso anno e in rapida espansione. Rinominata in seguito Express Samina e sottoposta ad alcuni lavori di ristrutturazione delle zone passeggeri, continuò a prestare servizio sulla rotta che svolgeva ormai da dodici anni.

## Il disastro

Mappa raffigurante la rotta seguita dalla nave e il punto dell'incidente.

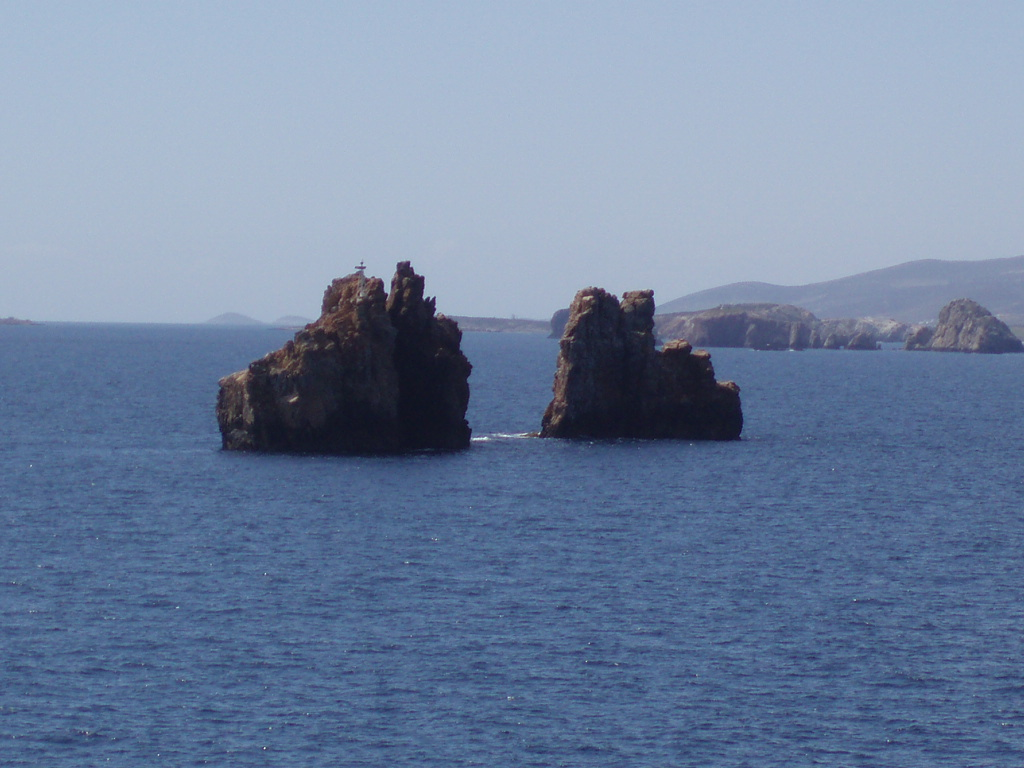
Gli isolotti Portes con i quali la nave entrò in collisione.

La sera del 26 settembre 2000 la Express Samina partì dal Pireo con a bordo 473 passeggeri e 61 membri dell'equipaggio. La nave, posta sotto il controllo del pilota automatico, andò fuori rotta e, nonostante una manovra tentata all'ultimo momento dall'equipaggio, alle 22:12 circa entrò in collisione con gli isolotti Portes, due scogli affioranti ben segnalati posti a circa tre miglia dal porto di Paroikia. La Express Samina impattò con le rocce sul lato destro. L'urto produsse due danni principali: uno squarcio lungo circa sei metri e alto uno al di sopra della linea di galleggiamento nella zona di prua e un secondo foro, lungo circa tre metri, che fu aperto dalla pinna stabilizzatrice destra. Questa seconda apertura, posta al di sotto della linea di galleggiamento, provocò l'allagamento del locale macchine principale.
Nonostante il danno interessasse solamente un compartimento stagno, situazione alla quale la nave era progettata per resistere, la mancata chiusura delle paratie stagne (in contrasto con i regolamenti di sicurezza) permise all'acqua di passare anche ai compartimenti adiacenti. L'allagamento della sala macchine, con la conseguente interruzione di generazione di corrente elettrica, e l'avaria occorsa al generatore d'emergenza impedirono all'equipaggio di utilizzare i controlli remoti per chiudere le paratie stagne dopo la collisione, condannando la nave. 
La Express Samina si inclinò rapidamente sul lato di dritta, fatto che impedì di calare tutte le scialuppe in mare. La situazione fu peggiorata dalla scarsa assistenza prestata dall'equipaggio ai passeggeri e dalle difficili condizioni atmosferiche. I naufraghi furono soccorsi da pescherecci e imbarcazioni locali e da elicotteri provenienti da alcune navi della Marina britannica presenti in zona per un'esercitazione. Furono portate in salvo 454 delle 534 persone presenti a bordo; la maggioranza delle 80 vittime rimase a bordo della nave.

## Indagini e conseguenze
Il naufragio risultò il peggiore disastro marittimo in Grecia dall'affondamento della Iraklion, costato la vita a 226 persone nel dicembre 1966, ed ebbe delle conseguenze molto pesanti su vari fronti.
Il comportamento dell'equipaggio fu fortemente criticato: diversi passeggeri raccontarono di non essere stati aiutati nell'abbandono della nave e che non fosse stato dato nessun allarme. Nell'affondamento della nave fu di fondamentale importanza la mancata chiusura delle paratie stagne in navigazione, come provato da studi collegati alla successiva inchiesta, che dimostrarono che la nave avrebbe potuto sopportare anche un allagamento esteso a tre compartimenti stagni. Nove tra membri dell'equipaggio, rappresentanti della compagnia e ispettori furono processati con varie accuse, tra le quali omicidio colposo multiplo. Il processo, iniziato a luglio 2005, terminò con condanne rispettivamente a 16 e 19 anni di carcere per il comandante Vassilis Yiannakis e il primo ufficiale Anastassios Psychoyios. Anche altri tre membri dell'equipaggio subirono condanne tra 15 mesi e 8 anni di carcere, così come due rappresentanti della compagnia che furono condannati a 51 mesi di carcere ciascuno.
Emersero, inoltre, diverse irregolarità nelle certificazioni di sicurezza del traghetto, che si scoprì aver navigato (non in occasione dell'incidente) anche senza certificato di idoneità alla navigazione. Questi fatti causarono un'immediata reazione da parte del Governo greco, che portò a bloccare ben 65 navi tra traghetti di linea e navi da crociera, trovati non in regola con le norme di sicurezza nei giorni seguenti all'incidente. Successivamente, gran parte di queste navi tornò in servizio, ma il limite di età per le navi che prestavano servizio nelle linee interne greche – all'epoca fissato a 35 anni – fu abbassato a 30 anni.
La compagnia armatrice si trovò sotto grande pressione, al punto che il presidente Pantelis Sfinias si suicidò due mesi dopo l'incidente. La compagnia, che era arrivata nel giro di due anni a controllare una buona parte dei collegamenti interni all'Egeo, ridusse la propria presenza, fermando diverse delle proprie navi negli anni seguenti e prendendo, dal 2005, il nome di Hellenic Seaways.

## Navi gemelle
- Comté de Nice